# Nguwok
Nguwok is een bestuurslaag in het regentschap Lamongan van de provincie Oost-Java, Indonesië. Nguwok telt 3037 inwoners (volkstelling 2010).